# Sací brzda

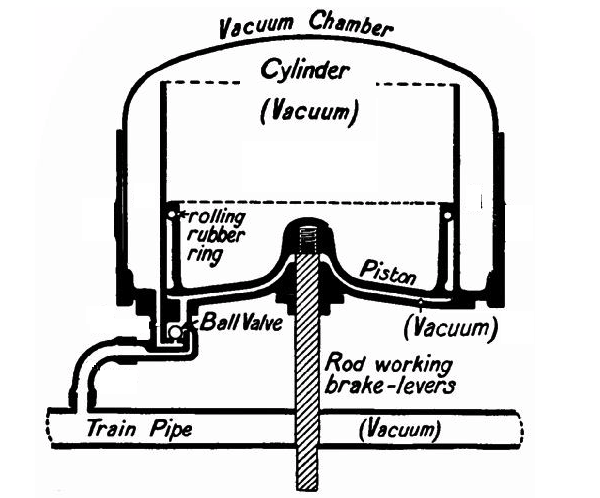
Brzdový válec samočinné sací brzdy v odbrzděném stavu - podtlak je na obou stranách pístu, vzduch z prostoru nad pístem je vysáván přes kuličkový ventil.

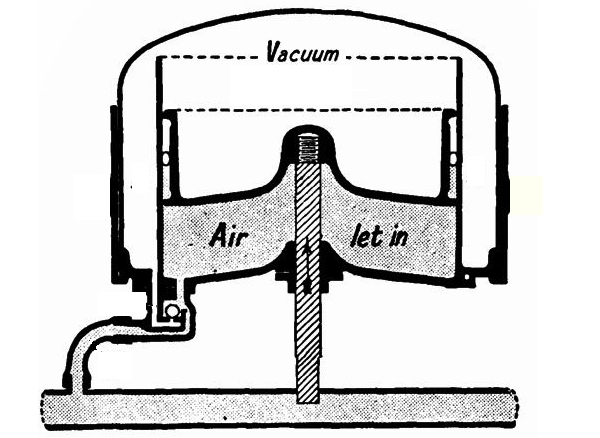
Brzdový válec samočinné sací brzdy v zabrzděném stavu - v brzdovém potrubí je zvýšen tlak (sníženo vakuum), rozdíl tlaků uzavře kuličkový ventil a tlačí píst vzhůru.

Sací brzda (též vakuová brzda) je systém brzdy používaný na železnici. Využívá rozdílu tlaku (atmosférického tlaku a podtlaku) na pístu brzdového válce. Sací brzda se vyskytuje ve dvou provedeních, buď jako starší jednoduchá sací brzda, což je brzda nesamočinná (při přetržení vlaku či poruše těsnosti průběžného potrubí se neuvede automaticky v činnost a stane se nefunkční), anebo jako poněkud modernější samočinná sací brzda – v tomto případě jde o průběžnou samočinnou brzdu, která se v případě přetržení vlaku, porušení těsnosti průběžného potrubí či užití záchranné brzdy ve voze uvede automaticky v činnost.

## Historie

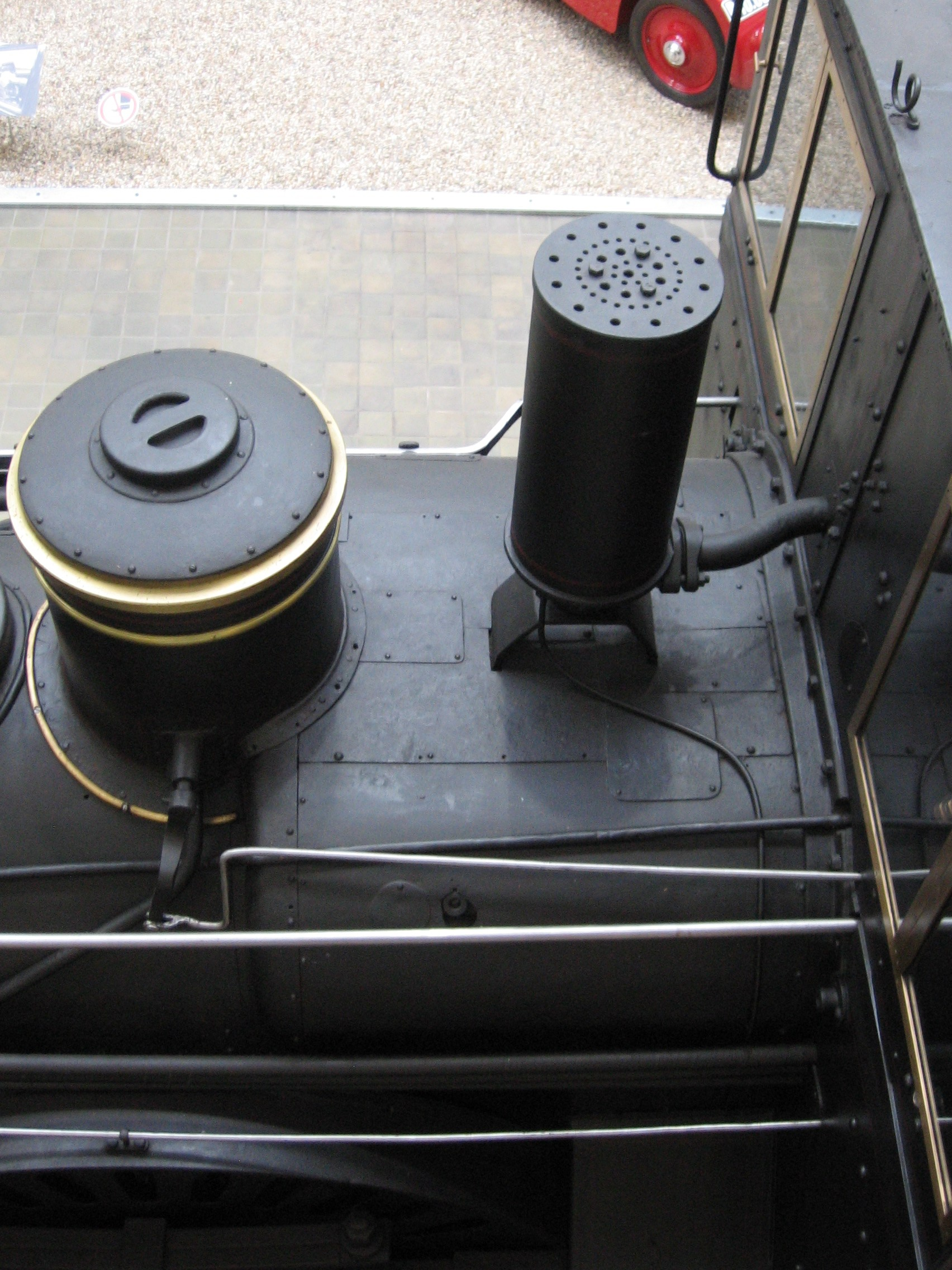
Ejektor sací brzdy s tlumičem na lokomotivě 252.008

Systém sací brzdy byl vynalezen roku 1877 v USA, kde se těšil pouze krátkému období popularity, zejména na úzkorozchodných drahách. Starší systém jednoduché sací brzdy byl rychle nahrazen bezpečnějším systémem samočinné sací brzdy. Ten byl značně rozšířen ve Spojeném království, kde byl až do roku 1970 základním systémem vlakové brzdy. V Předlitavsku byla od 90. let 19. století na osobních vlacích a rychlících zaváděna Hardyho samočinná sací brzda, která byla v Československu nahrazena samočinnou tlakovou brzdou začátkem 30. let 20. století. V Německu se na místních a úzkorozchodných drahách místy používala Körtingova sací brzda. Dnes je již vakuová brzda ve většině světa téměř opuštěnou technologií. Zejména z praktických důvodů její místo zaujala tlaková.
Vakuová samočinná brzda je snadno ovladatelná ze stanoviště strojvedoucího. Umožňuje samočinné brzdění celého vlaku, tj. je bezpečná při poruše - v případě přetržení vlaku nebo jiného porušení brzdového potrubí dojde k samočinnému zabrzdění.
Zavedení vakuové brzdy bylo velkým krokem vpřed v oblasti bezpečnosti vlakové dopravy. Před jejím zavedením byly vlaky brzděny pouze brzdou lokomotivy (ruční nebo parní) a ručními brzdami na vozech ovládanými brzdaři. To omezovalo brzdící sílu a tím i rychlost a délku vlaku. Brzdaři se řídili návěstmi dávanými lokomotivní píšťalou, byla nutná jejich dobrá souhra. V případě nerovnoměrného brzdění vznikaly ve vlaku rázy a hrozilo nebezpečí přetržení. Sací brzda byla v počátcích průběžného brzdění vlaků upřednostňována před brzdou tlakovou, a to zejména z důvodu jednoduchosti - namísto velkého, složitého a nevzhledného parního kompresoru zde byl jednoduchý parní ejektor bez pohyblivých částí.

## Současnost

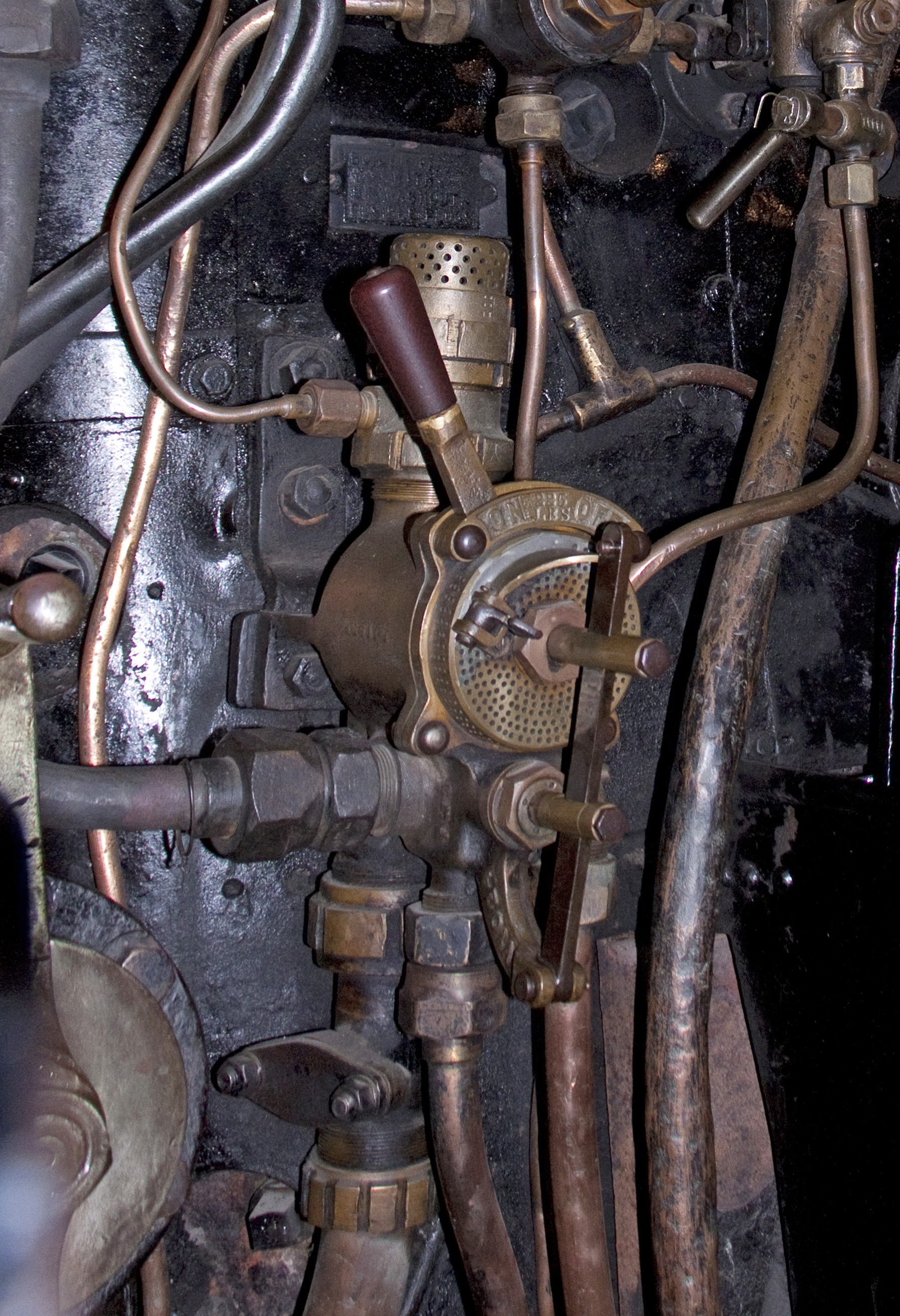
Brzdič samočinné sací brzdy na stanovišti britské parní lokomotivy řady Black Five LMS

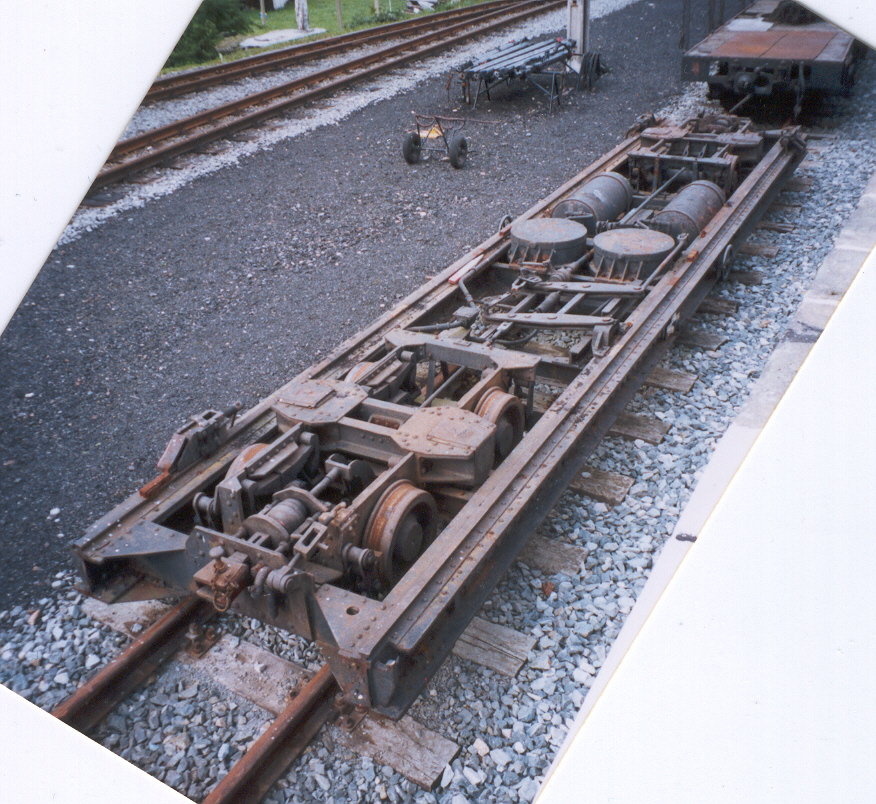
Podvalník používaný pro přepravu normálněrozchodných vozů po úzkorozchodné dráze. Válce sací brzdy i s pomocnými vakuojemy jsou dobře patrné.

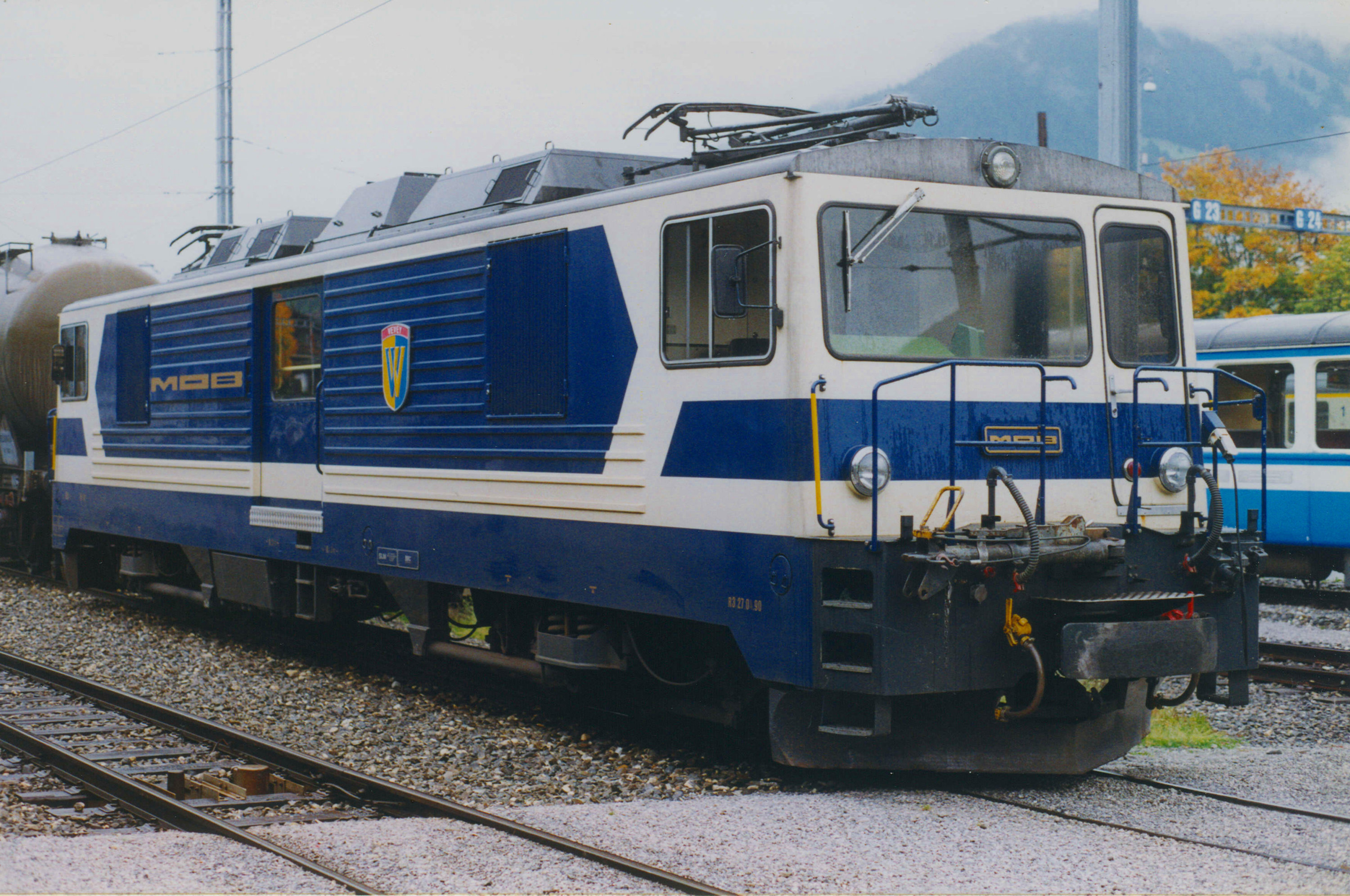
Typický vzhled čela vozidla vystrojeného sací brzdou (zde zároveň i tlakovou); Švýcarsko.

Postupem času byly vakuové brzdy téměř vytlačeny brzdami tlakovými. Ty pracují na podobném principu, avšak díky většímu rozdílu tlaků umožňují vyvinout větší brzdící sílu při menších rozměrech brzdových válců. U moderních trakcí je konstrukce kompresoru i vývěvy podobně složitá, čímž odpadla hlavní výhoda vakuové brzdy.
Největšími současnými provozovateli sací brzdy jsou jihoafrické a indické železnice.
V Evropě se lze setkat v provozu se sací brzdou nejsnáze na některých regionálních úzkorozchodkách ve Švýcarsku, z nichž největší je Rhétská dráha (Hardyho sací brzda; tažená vozidla jsou však běžně vybavena vakuem řízenou tlakovou brzdou), na úzkorozchodných drahách v Rakousku a na četných muzejních železnicích ve Velké Británii. Vnějším poznávacím znakem vozidla vybaveného sací brzdou jsou profilované vakuové hadice na čele.

## Princip činnosti

### Samočinná sací brzda
Každé vozidlo je vybaveno nejméně jedním brzdovým válcem. Bývá velkého průměru (kolem 1/2 metru), aby bylo možno dosáhnout patřičného přítlaku zdrží. Maximální dosažitelný přetlak je totiž omezen velikostí atmosférického tlaku. Brzdový válec je tlakotěsný, namontovaný svisle, dole s otvorem pro pístnici. K pístnici je připojeno tyčoví brzdy, které tvoří převod, na jehož konci jsou zdrže působící na kola.
Po připojení lokomotivy a propojení průběžného potrubí v celém vlaku pomocí brzdových spojek (hadic) je v celém systému vytvořen podtlak pomocí velkého parního ejektoru. Každý válec je připojen tak, že vakuum se nachází na obou stranách pístu. Píst vlivem vlastní tíhy poklesne do spodní polohy a brzdy se uvolní. Poté se velký ejektor uzavře a malým ejektorem, popřípadě pumpou poháněnou od rozvodu se udržuje podtlak.
Pokud dojde ke vpuštění vzduchu do brzdového potrubí, ať už zásahem strojvedoucího nebo porušením potrubí, záklopky v brzdových válcích způsobí, že vzduch vnikne pouze pod píst. Rozdíl tlaků pod pístem a nad pístem tlačí píst do horní polohy, ten působí prostřednictvím pákoví na zdrže, které jsou přitisknuty na kola. K odbrzdění je potřeba znovu vytvořit v systému vakuum.
Postupné snižování vakua ovládá strojvedoucí brzdičem, který je obvykle spojen s ovládáním vstupu páry do ejektoru. Ke kontrole podtlaku slouží strojvedoucímu vakuometr. Obvyklé vakuum dosahuje hodnot 21 - 25 palců rtuťového sloupce (absolutní vakuum je 31 palců), tj. v přepočtu asi 0,3 - 0,2 bar, při mírném zabrzdění stoupne tlak asi na 0,5 bar, při silném brzdění na zhruba 0,7 bar. Při nouzovém brzdění je v potrubí tlak atmosférický. Při odbrzďování, pokud je vlak v pohybu, je potřeba snižovat tlak v potrubí zvolna, aby se brzdy povolovaly v celém vlaku stejnoměrně. Jinak hrozí rázy a přetržení. 

### Jednoduchá sací brzda
Jednoduchá sací brzda je primitivnější technologií než samočinná sací brzda a na železnicích se používala jen poměrně krátce.
Stejně jako u samočinné sací brzdy jsou všechny vozy vlaku propojeny průběžným potrubím a vybaveny svislým brzdovým válcem. Ten je však pouze jednokomorový, pod pístem je prostor stále propojený s atmosférou, komora nad pístem je připojena k průběžnému potrubí. V odbrzděném stavu je průběžné potrubí propojeno s ovzduším, tlak nad i pod pístem je tedy stejný a píst je vlastní vahou pokleslý v dolní poloze.
Pro brzdění strojvůdce na lokomotivě spustí parní ejektor. Ten vysaje vzduch z průběžného potrubí, čímž v prostoru brzdových válců nad pístem vznikne podtlak a atmosférický tlak působící na píst zespodu vytlačí píst vzhůru. Tento pohyb pístu se prostřednictvím pákoví přenáší na brzdové zdrže brzdící kola vlaku. Odbrzdění strojvedoucí provede opět prostým vpuštěním ovzduší do průběžného potrubí pomocí příslušné záklopky. 
Jak je z popisu zřejmé, v případě přetržení vlaku či jiném nežádoucím vniknutí vzduchu do průběžného potrubí vozy nezabrzdí, a jsou-li v tu chvíli již zabrzděny, odbrzdí. To je z bezpečnostního hlediska nežádoucí. Rovněž není možno zřídit záchranné brzdy ve vozech vlaku.

### Vakuem řízená tlaková brzda
Vakuem řízená tlaková brzda je z funkčního hlediska - jako celek na úrovni vlaku - ekvivalentní samočinné sací brzdě, rozdíl je jen v tom, že brzdový účinek ve vozidlech (nemusí jít nutně o všechna vozidla) je vyvozován stlačeným vzduchem v brzdovém válci menšího průměru. Hnací vozidlo je vybaveno vývěvou i kompresorem a brzdičem samočinné sací brzdy. Vozidla vlaku jsou vybavena průběžným vakuovým potrubím a průběžným napájecím potrubím stlačeného vzduchu (popřípadě lze řešit i vlastními zdroji stlačeného vzduchu); vozidla, která jsou vybavena pouze samočinnou sací brzdou, se zařadí na konec vlaku. Nárůst tlaku ve vakuovém potrubí je na nárůst tlaku v brzdovém válci převáděn brzdovým rozvaděčem vozidla (zařízením obdobným, jaké se používá u samočinné tlakové brzdy).